# Хамлет (филм из 2007)
Хамлет је српски филм из 2007. године. Режирао га је Александар Рајковић, а сценарио је  писао Александар Рајковић по делу Вилијама Шекспира.

## Радња
Радња филма, који је готово у потпуности снимљен на ромском језику, одвија се на великој градској депонији, а њени актери су Роми који живе у дивљем насељу крај града. Два супротстављена ромска клана боре се за превласт у расподели ђубрета на депонији. Сценарио за филм настао је адаптацијом најпознатијег дела Виљема Шекспира.

## Улоге
| Глумац            | Улога    |
| ----------------- | -------- |
| Петар Божовић     | Клаудије |
| Игор Ђорђевић     | Хамлет   |
| Миодраг Фишековић |          |